# دوغلاس ريد (لاعب كريكت)
دوغلاس ريد (23 سبتمبر 1886 في أستراليا - 21 أغسطس 1959) (بالإنجليزية: Douglas Reid)‏ هو لاعب كريكت أسترالي.

## وصلات خارجية
- دوغلاس ريد على موقع إي آس بي آن كريك إنفو (الإنجليزية)